# Isoraphiniidae
Isoraphiniidae is een familie van sponsdieren uit de klasse van de Demospongiae (gewone sponzen). 

## Geslacht
- Costifer Wilson, 1925